# Myonycteris
Myonycteris là một chi động vật có vú trong họ Dơi quạ, bộ Dơi. Chi này được Matschie miêu tả năm 1899. Loài điển hình của chi này là Cynonycteris torquata Dobson, 1878.

## Các loài
Chi này gồm các loài: